# Parasuchus
Genre
Parasuchus est un genre fossile de petits phytosaures de 2,50 mètres, qui ont vécu durant le Trias supérieur en Inde, en Allemagne, au Maroc et aux États-Unis.

## Description
Parasuchus est assez semblable à Belodon qui vivait à la même époque. C'était un ichtyophage : il se nourrissait de poissons. Son allure générale était celle d'un crocodile. C'était d'ailleurs comme les crocodiles un crurotarsien, c'est-à-dire un archosaurien dont l'articulation de la cheville permet, en plus du simple mouvement de charnière, une rotation du pied. Cependant les narines du Parasuchus, comme chez les autres phytosaures, étaient situées juste devant les yeux, alors que chez les crocodiles, les narines sont situées au bout du museau. Parasuchus pouvait respirer tout en restant caché sous la surface de l'eau. Comme les crocodiles actuels, Parasuchus ne limitait pas son régime aux poissons. On a en effet retrouvé dans l'estomac de deux spécimens les restes de petits tétrapodes terrestres : des prolacertiformes et un Rhynchosauria.

## Liste des espèces
Selon Fossilworks en intégrant les révisions publiées par M. R. Stocker et R. J. Butler en 2013 et C.F. Kammerer et al. en 2015 :
- † Parasuchus angustifrons Kuhn, 1936[4]
- † Parasuchus bransoni Williston, 1904[5]
- † Paleorhinus ehlersi Case, 1922[6]
- † Parasuchus hislopi Lydekker, 1885[7]
- † Parasuchus magnoculus Long & Murry, 1995[8]
- † Paleorhinus parvus Mehl, 1928[9]
- † Paleorhinus sawini Long & Murry, 1995[8].

## Classification
Le nom valide complet (avec auteur) de ce taxon est Parasuchus Lydekker, 1885.
Parasuchus a pour synonymes :
- Mesorhinosuchus fraasi (Jaekel, 1910)
- Mesorhinosuchus Kuhn, 1961
- Mesorhinus fraasi (Jaekel, 1910)
- Palaeorhinus Williston, 1904